# 戈代爾鎮區 (密蘇里州佩米斯科特縣)
戈代爾鎮區（英語：Godair Township）是位於美國密蘇里州佩米斯科特縣的一個行政鎮區。

## 地方資料
戈代爾鎮區的面積為72.31平方千米，當中陸地面積為72.14平方千米，而水域面積為0.17平方千米。根據2020年美國人口普查的數據，當地共有人口243人，而人口密度為每平方千米3.36人。